# Boileau (Québec)
Pour les articles homonymes, voir Boileau.
Boileau est une municipalité du Québec (Canada) située dans la municipalité régionale de comté (MRC) de Papineau et la région administrative de l'Outaouais.

## Histoire
Cette localité portait autrefois le nom de Ponsonby, vraisemblablement nommée en l'honneur du secrétaire de la reine Victoria Henry Frederick Ponsonby. Le nom Boileau évoque quant à lui la mémoire du maître de poste Pierre Boileau.

### Chronologie municipale
- 1882 : Constitution de la municipalité de canton de Ponsonby à partir du canton cadastral.
- 1993 : Ponsonby change son nom pour municipalité de Boileau.

## Géographie
La rivière Maskinongé traverse la municipalité du nord vers le sud-est.

## Démographie
| 1991 | 1996 | 2001 | 2006 | 2011 | 2016 | 2021 |
| ---- | ---- | ---- | ---- | ---- | ---- | ---- |
| 217  | 228  | 220  | 499  | 380  | 335  | 405  |

## Administration
À l'origine dans le comté de Papineau, Boileau est incluse dans la municipalité régionale de comté de Papineau en 1983.
Les élections municipales se font en bloc pour le maire et les six conseillers.
| Boileau Maires depuis 2001                                                                                           |                     |         |          |
| Élection | Maire               | Qualité | Résultat |
| 2001 | Henri Gariépy       |         | Voir     |
| 2005 | Henri Gariépy       | Voir    |          |
| 2009 | Henri Gariépy       | Voir    |          |
| 2013 | Henri Gariépy       | Voir    |          |
| 2017 | Robert Meyer        |         | Voir     |
| 2021 | Jean-Marc Chevalier |         | Voir     |
| Élection partielle en italique Depuis 2005, les élections sont simultanées dans toutes les municipalités québécoises |                     |         |          |

## Éducation
La Commission scolaire Sir-Wilfrid-Laurier administre les établissements scolaires anglophones de la région. Ces écoles:
- École primaire Arundel (Arundel)[2]
- École secondaire Laurentian Regional (en) à Lachute[3]

## Galerie de photos

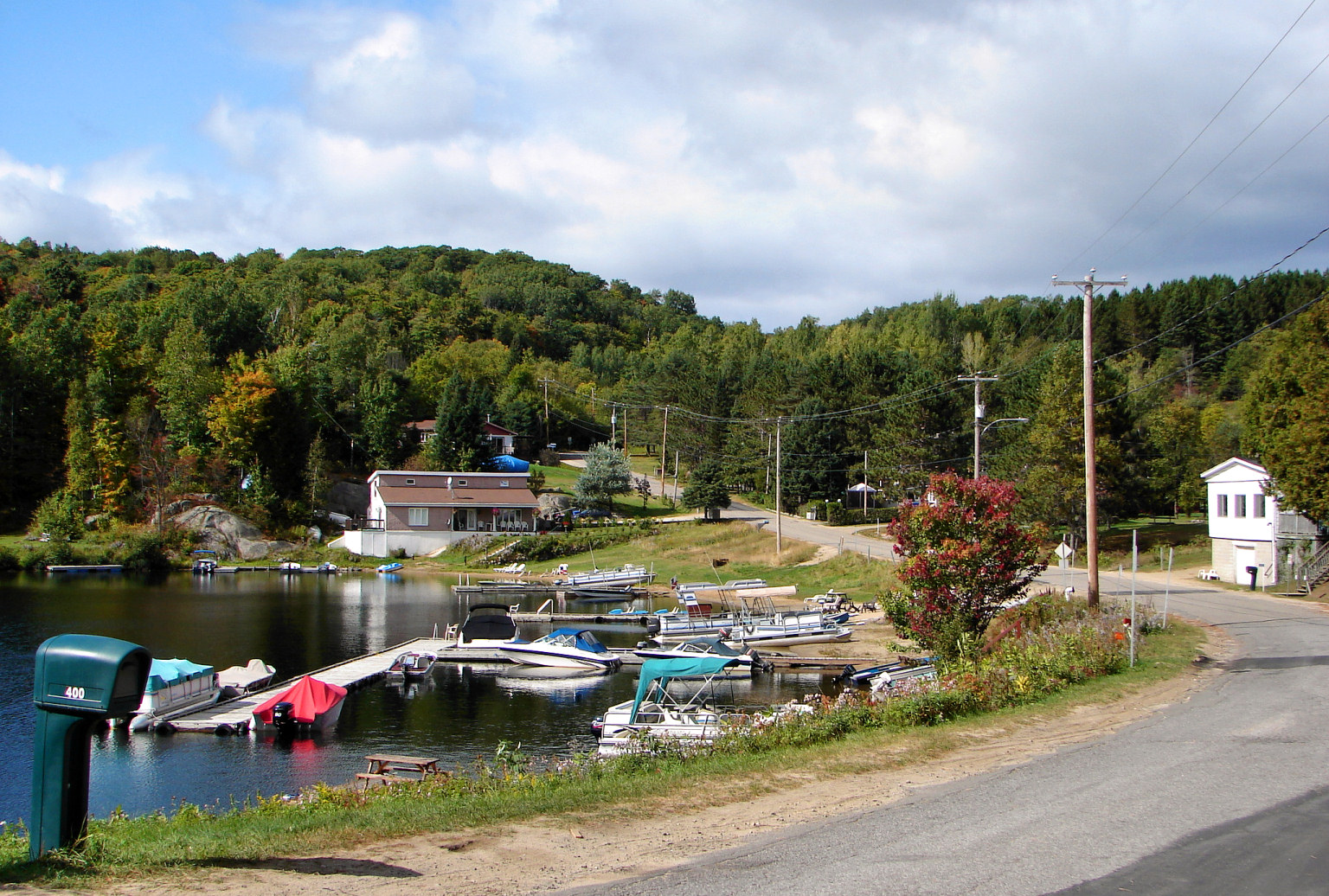
Lac Papineau